# Passerina corymbosa
Passerina corymbosa är en tibastväxtart som beskrevs av Christian Friedrich Frederik Ecklon och Charles Henry Wright. Passerina corymbosa ingår i släktet Passerina och familjen tibastväxter. Inga underarter finns listade i Catalogue of Life.